# カルロ・エミリオ・ボンフェローニ
カルロ・エミリオ・ボンフェローニ（Carlo Emilio Bonferroni、1892年1月28日 - 1960年8月18日）は、確率論を研究したイタリアの数学者であった。ボンフェローニは1892年1月28日にベルガモで生まれ、1960年8月18日にフィレンツェで死去した。トリノ大学で学び、トリノ工科大学でアシスタントプロフェッサーの職を得た。1923年にバーリ経済学研究所の金融数学の教授職を引き受けた。1933年にフィレンツェ大学に移り、亡くなるまで教授職を務めた。
ボンフェローニはボンフェローニの不等式（ユニオンバウンドの一般化）と統計学におけるボンフェローニ補正（ボンフェローニが考案したものではないが、ボンフェローニの不等式を利用している）で最も良く知られている。